# Вест Одеса (Тексас)
Вест Одеса (енгл. West Odessa) насељено је место без административног статуса у америчкој савезној држави Тексас.

## Демографија
По попису из 2010. године број становника је 22.707, што је 4.908 (27,6%) становника више него 2000. године.
| Група             | 2000.         | 2010.          |
| Белци             | 8.892 (50,0%) | 8.216 (36,2%)  |
| Афроамериканци    | 131 (0,7%)    | 255 (1,1%)     |
| Азијати           | 16 (0,1%)     | 37 (0,2%)      |
| Хиспаноамериканци | 8.552 (48,0%) | 14.041 (61,8%) |
| Укупно            | 17.799        | 22.707         |